# Kempens district
Het Kempens district is een in België en Nederland gehanteerd floradistrict.
Het district omvat het pleistocene gedeelte van de provincies Noord-Brabant, Antwerpen, Belgisch- en Nederlands-Limburg, het laatste met uitzondering van het Maasdal, dat tot het fluviatiel district wordt gerekend, en het deel ten oosten van de Maas, dat bij het subcentreuroop district wordt ingedeeld.
Ook het Kempens district is sterk door de mens beïnvloed. Belangrijk in het Kempens district is de flora van natte heiden, vennen en beekdalen.